# Rotuto
Rotuto (Rotutu) ist ein osttimoresischer Suco im Verwaltungsamt Same (Gemeinde Manufahi).

## Geographie
Der Suco Rotuto liegt im Westen des Verwaltungsamts Same. Nordöstlich liegt der Suco Letefoho, südlich die Sucos Dai-Sua und Grotu. Im Westen grenzt Rotuto an die Gemeinde Ainaro mit ihren Sucos Mauchiga (Verwaltungsamt Hatu-Builico) und Leolima (Verwaltungsamt Hato-Udo). In Rotuto entspringt der Moussamau, ein Quellfluss des Caraulun, und fließt nach Süden ab. Von Norden her reicht ein Ausläufer der Cablac-Berge nach Rotuto hinein bis zum Foho Mude (Lage) und Hillire (Lage).
Vor der Gebietsreform 2015 hatte Rotuto eine Fläche von 2,34 km². Nun sind es 12,70 km². Von Letefoho erhielt Rotuto das Quellgebiet des Moussamau und die Siedlung Rotuto. Der Suco Rotuto teilt sich in die fünf Aldeias Bere-Teni (Berteni), Foe-Hei (Foehei), Hatu-Hei (Hatuhei), Leo-Fat (Leofat) und Sabou.
Es gibt eine Grundschule, die Escola Primaria Sabou. Der Suco ist verkehrstechnisch schlecht an die Außenwelt angeschlossen. Für die Parlamentswahlen in Osttimor 2007 mussten die Wahlurnen mit Pferden und Trägern zum Wahllokal gebracht und wieder abgeholt werden.

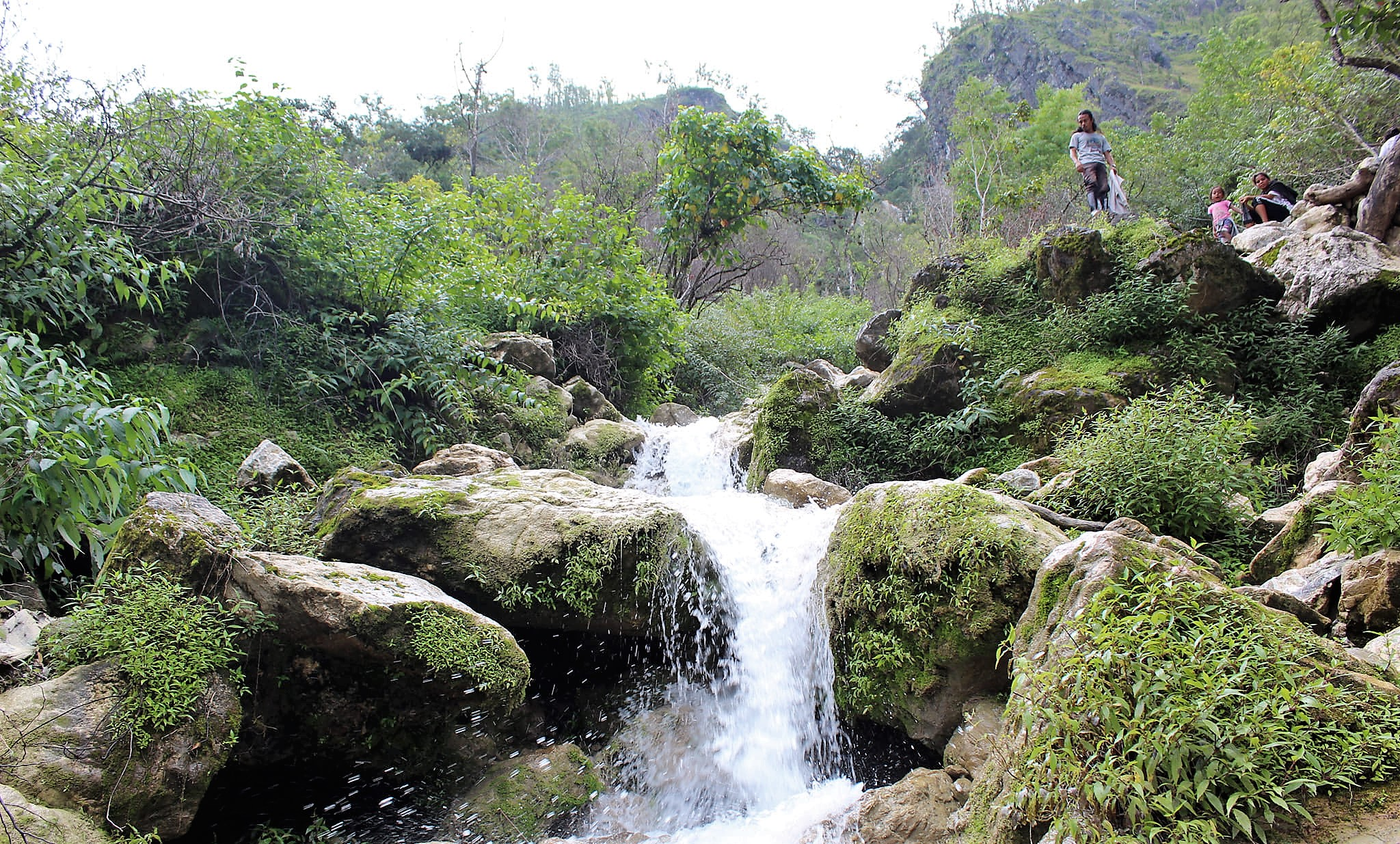
Ein Bach in Rotuto
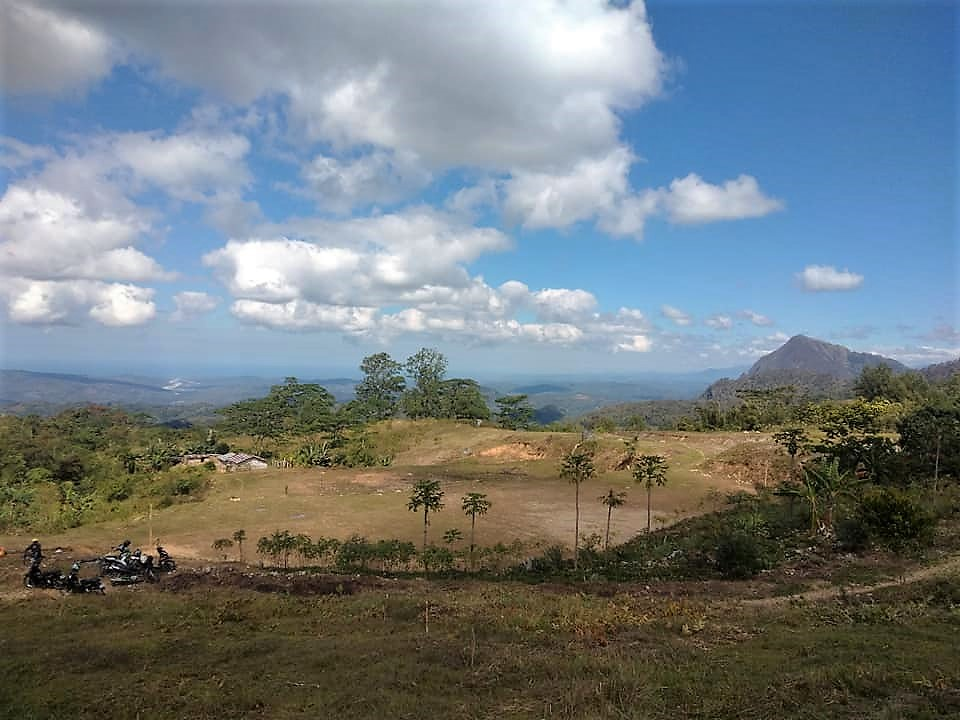
Urhei
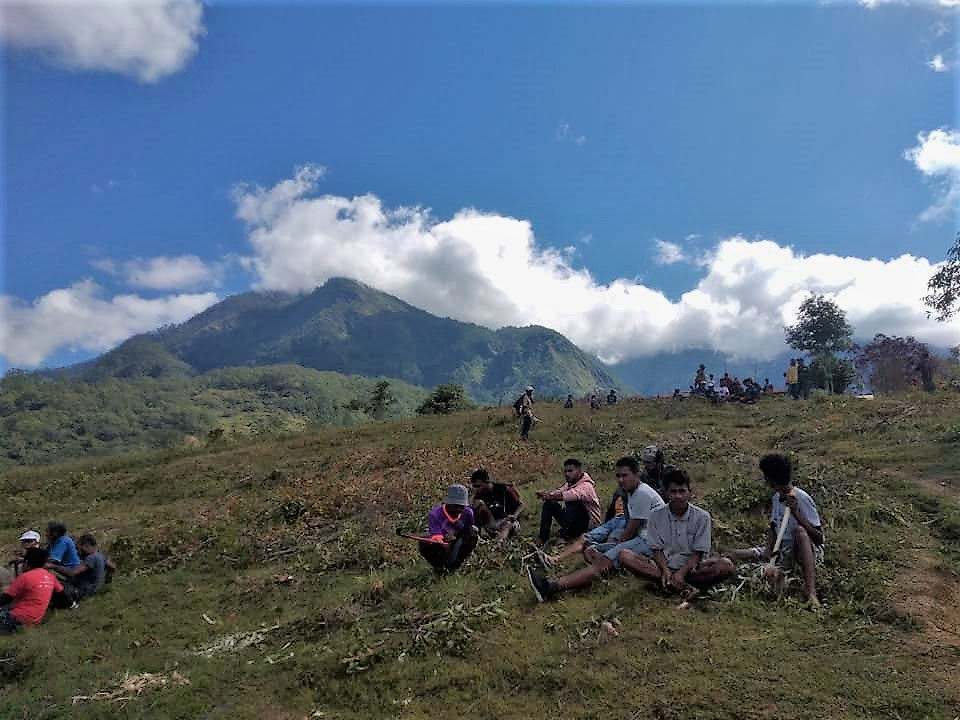
Urhei

## Einwohner

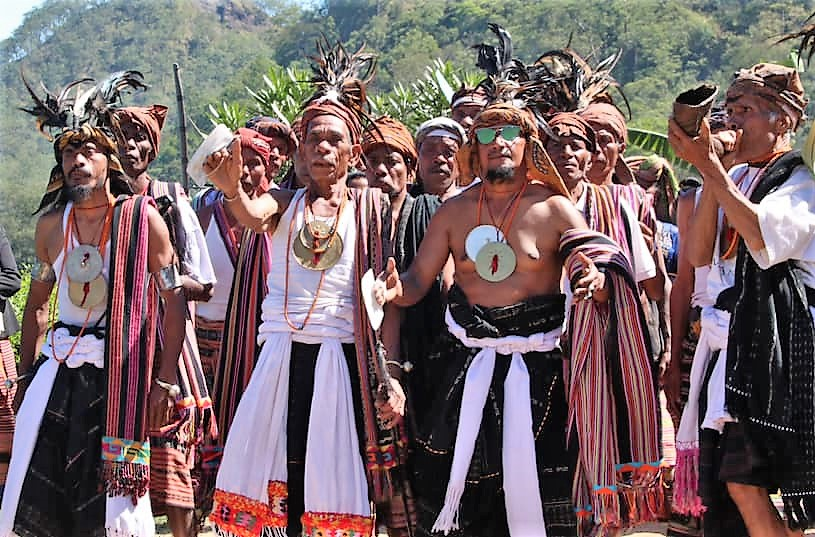
Würdenträger von Rotuto (2019)

2004 lebten nur 33 Personen in Rotuto, doch möglicherweise durch die Rückkehr von Flüchtlingen stieg die Einwohnerzahl in den folgenden Jahren deutlich an, so dass 2010 wieder 866 Menschen im Suco lebten. 2022 zählte man 997 Einwohner, davon sind 502 Männer und 495 Frauen. Im Suco gibt es 208 Haushalte. Knapp 59 % der Einwohner geben Mambai als ihre Muttersprache an. 40 % sprechen Tetum Prasa und eine kleine Minderheit Habun.

## Geschichte
Eine Tranqueira, die als mythischer Ursprung von Rotuto gilt, liegt heute jenseits der Grenze in Ainaro.
Am 20. August 1982 griffen FALINTIL-Kämpfer die die indonesische Hansip (Zivilverteidigung) in Rotuto an. Dies war Teil des Cabalaki-Aufstands, bei dem mehrere indonesische Stützpunkte in der Region gleichzeitig attackiert wurden. Die Indonesier schickten sofort Truppen in die Region. Häuser wurden niedergebrannt, Schulen geschlossen und Frauen und Kinder dazu gezwungen Wache in Militärposten zu halten. Außerdem kam es zu Zwangsumsiedlungen, Brandschatzung, Plünderungen und Vergewaltigungen. FALINTIL-Kämpfer und ein Großteil der Bevölkerung flohen aus dem Gebiet.

## Wirtschaft

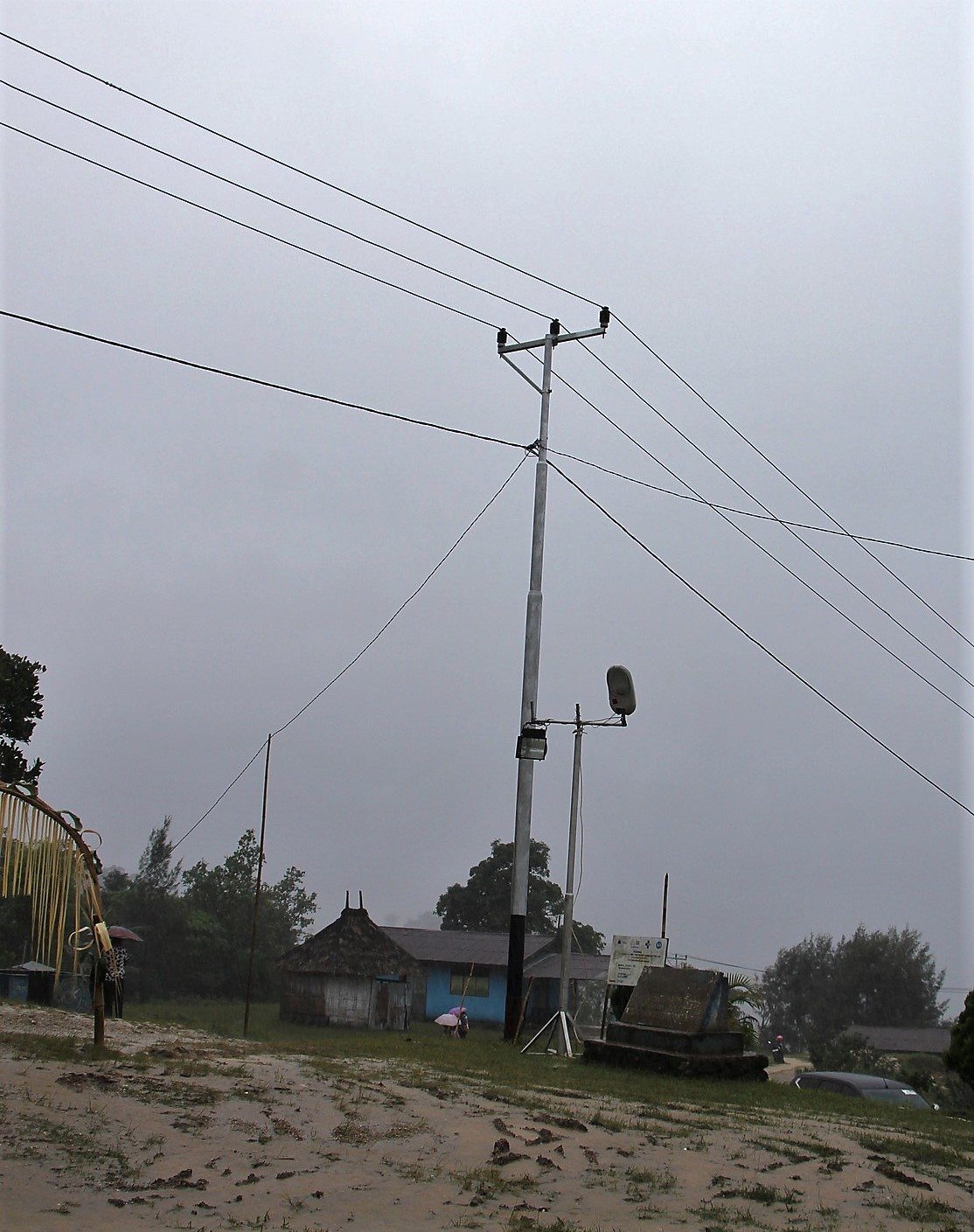
Die neue Stromleitung in Rotuto (2023)

2010 zerstörten Stürme und Erdrutsche in Rotuto die Felder. Ohnehin gelten die Böden der Region nicht als sehr ertragreich, weswegen es immer wieder zu Nahrungsmittelmangel kommt.
Am 20. Dezember 2010 wurde bei einem Pilotprojekt durch den koreanischen YMCA eine Photovoltaikanlage eingeweiht, die den Suco mit Strom versorgen soll. Jede der 350 Familien im Suco erhielt zudem eine 6-Watt-Lampe und einen wiederaufladbaren Akku. Erst am 27. April 2023 wurde die 20 Kilometer lange Stromleitung von der Stadt Same zum Dorf Rotuto eingeweiht. Neben Personal der staatlichen EDTL beteiligten sich auch Einwohner der Sucos Rotuto und Letefoho ehrenamtlich an den sechsmonatigen Bauarbeiten.

## Politik

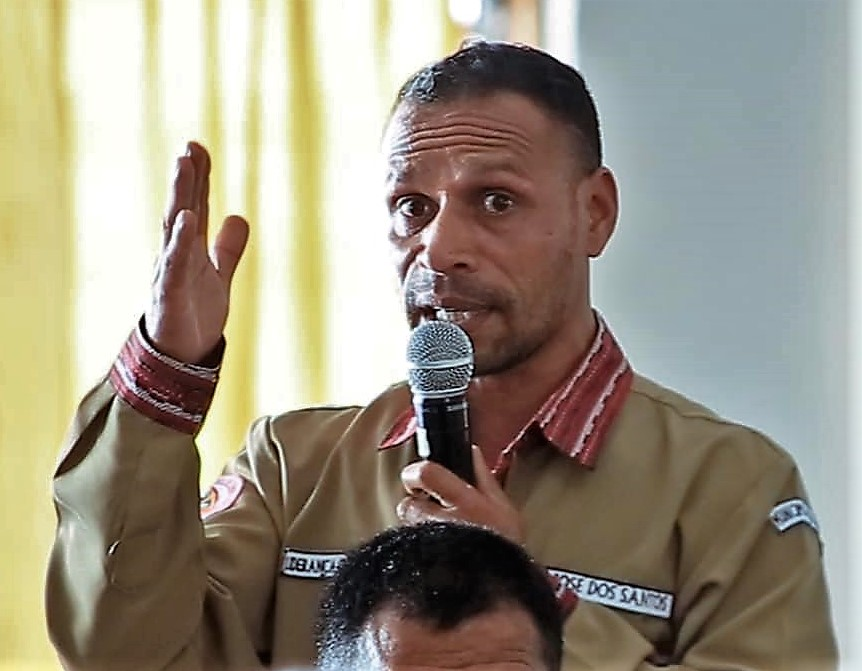
José dos Santos (2022)

Bei den Wahlen von 2004/2005 wurde Alarico dos Santos zum Chefe de Suco gewählt und 2009 in seinem Amt bestätigt. Bei den Wahlen 2016 gewann José dos Santos.

## Persönlichkeiten
- Agostinho Sarmento (Mau Tino, * 1951), Freiheitskämpfer
- Patrocínio Fernandes dos Reis (* 1975), Politiker